# Inge Viermetz
Inge Viermetz (Aschaffenburg, 7 marzo 1908 – Vaterstetten, 23 aprile 1997) è stata una giornalista tedesca, responsabile del Progetto Lebensborn nella Germania nazista, fu assistente di Max Sollmann, processata e poi assolta al processo RuSHA.

## Biografia

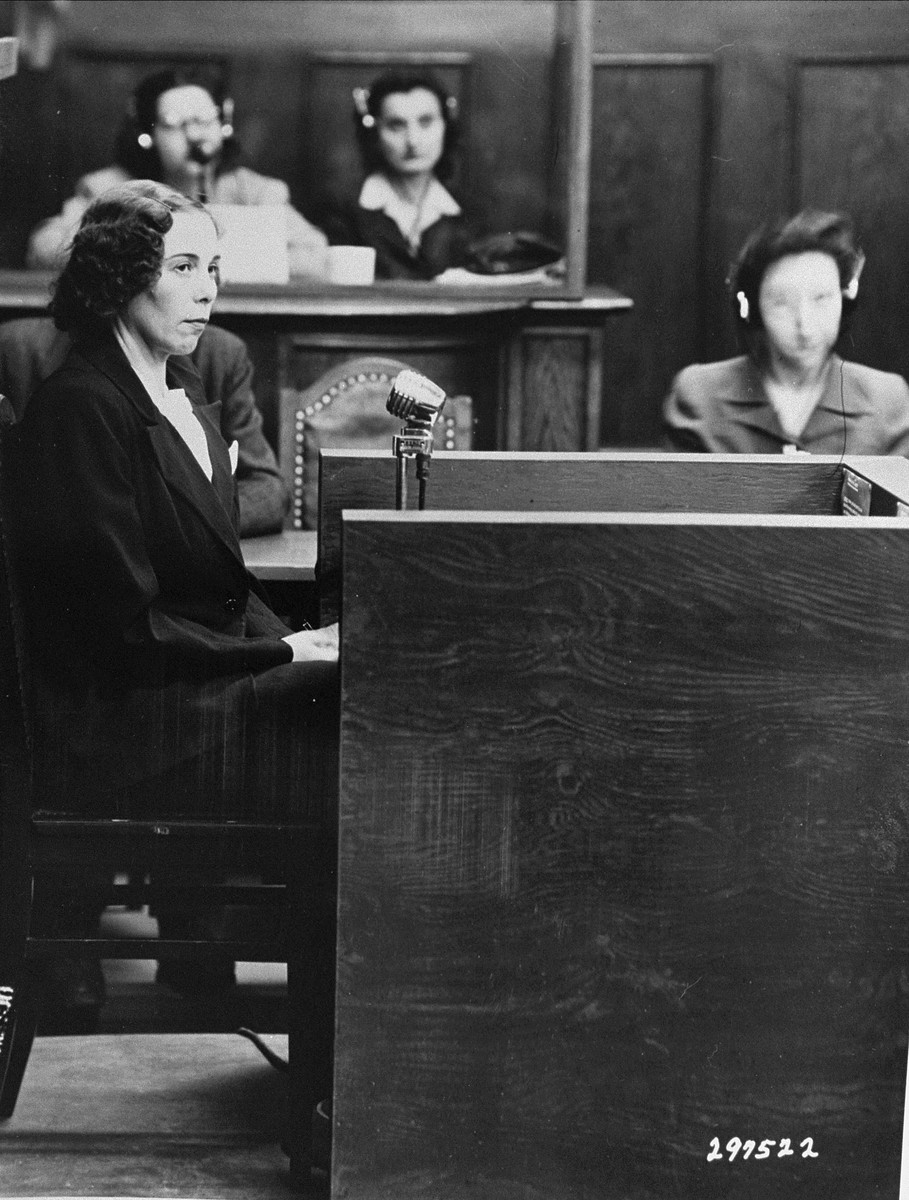
Viermetz testimoniò il 28 gennaio 1948 al processo RuSHA

### Carriera
Viermetz studiò tra il 1914 e il 1918 presso la scuola elementare di Aschaffenburg, e poi in una scuola di istruzione superiore, dove conseguì la laurea in economia. Lavorò come giornalista dal 1923 fino al 1932, si sposò e si trasferì in Austria. Ritornò in Germania nel 1935, lavorò fino al 1938 in una fabbrica tessile di Augusta e poi come segretaria in un ippodromo di Monaco. Divorziò nel 1936 e si risposò nel 1939.
Nel 1937 divenne membro del Nationalsozialistische Volkswohlfahrt, della Nationalsozialistische Frauenschaft e del Reichskolonialbund.

### Lebensborn
Dopo un breve periodo di disoccupazione, Viermetz trovò lavoro nel progetto Lebensborn di Monaco. Da quel momento si arruolò nelle SS-Gefolge. Inizialmente lavorò come stenografa, dal settembre 1939 supervisionò il dipartimento di collocamento delle madri single, nonché il dipartimento delle case di cura e delle agenzie di adozione: con questa mansione fu responsabile del trasferimento di 300 bambini polacchi dal Reichsgau Wartheland nel Reich tedesco. Dal gennaio 1941 all'inizio di maggio 1942, passò tra diversi dipartimenti all'interno del Lebensborn, come nel dipartimento degli orfani di guerra.
Dal dicembre 1942 fino all'estate del 1943, Viermetz fu commissario del Lebensborn per il Belgio, la Francia settentrionale e le Ardenne, e diresse uno stabilimento a Wégimont. Nell'estate del 1943 fu accantonata per irregolarità finanziarie e licenziata il 21 dicembre dello stesso anno. Visse a Monaco, ma fu congedata nel febbraio 1944 a Winhöring dopo il corso della guerra.

### Dopoguerra
Alla fine della guerra, nel luglio 1945, Viermetz fu arrestata e incarcerata. Nel gennaio 1946 fu rilasciata, vivendo prima a Winhöring e poi a Monaco dal dicembre dello stesso anno. Nel gennaio 1947 fu nuovamente imprigionata e incriminata al processo RuSHA. Al processo, iniziato il 1º luglio 1947, fu l'unica donna tra i 14 imputati. Viermetz fu accusata del rapimento dei bambini dall'estero. Fu giustificata dal fatto che fu una dipendente subordinata che aveva agito per compassione. Fu assolta il 10 marzo 1948. Fu riconosciuta come denazificata da un tribunale di Monaco nel 1950. In seguito a questo evento si persero le sue tracce.